# Бикстская волость
Бикстская волость (латыш. Bikstu pagasts) — одна из территориальных единиц Добельского края. Находится на границе Лиелауцских холмов и Спарненской волновой равнины Восточно-Курземской возвышенности.
Граничит с Аннениекской и Зебренской волостями своего края, а также с Ремтской и Блиденской волостями Салдусского края и Яунпилсской волостью Тукумского края.
Наиболее крупные населённые пункты Бикстской волости: Биксты (волостной центр), Биксту стация, Яуна майя, Мазбиксты, Упениеки.
По территории волости протекают реки: Берзе, Бикступе, Зушупите.
Крупные водоёмы: озеро Зебрус.
Наивысшая точка: Силакалнс (142 м).
Национальный состав: 87,5 % — латыши, 2,8 % — русские, 2,7 % — белорусы, 2,3 % — литовцы, 1,8 % — поляки, 1,5 % — цыгане, 1 % — украинцы.
Волость пересекают автомобильная дорога Рига — Лиепая и железнодорожная линия Елгава — Лиепая (станции Биксты и Йоста).

## История
В 1935 году территория Бикстской волости Тукумского уезда составляла 62,6 км², в ней проживало 1265 человек.
После Второй мировой войны в волости были организованы несколько колхозов. В дальнейшем они составили крупный колхоз «Биксте», территория которого, некоторое время спустя, была включена в совхоз «Какениеки», ликвидированный в начале 1990-х годов.
В 1945 году в Бикстской волости были образованы Бикстский и Сприньгский сельские советы. В 1949 году произошла отмена волостного деления и Бикстский сельсовет входил в состав Добельского района.
В 1950 году к Бикстскому сельсовету была присоединена территория ликвидированного Сприньгского сельсовета. В 1963, 1975 и 1989 годах последовали ещё ряд обменов территориями с соседними сельсоветами.
В 1990 году Бикстский сельсовет был реорганизован в Бикстскую волость. В 2009 году, по окончании латвийской административно-территориальной реформы, Бикстская волость вошла в состав Добельского края.
В 2007 году в волости находилось 6 экономически активных предприятий, 351 частное хозяйство, Бикстская основная школа, Бикстская волостная библиотека, дом культуры, фельдшерский и акушерский пункты, лесное хозяйство, почтовое отделение.